# Gerli
Gerli es una ciudad repartida entre los partidos de Lanús y Avellaneda de la zona sur del área metropolitana de Buenos Aires. Se encuentra ubicada en lo que antiguamente se conocía como Paraje del Ombú de Preciado, que también aparece citado como Ombú Preciado u Ombú Despreciado.
Gerli tiene un total de 7,30 km², de los cuales 3,69 km² se encuentran dentro del partido de Lanús y 3,61 km² integran el partido de Avellaneda.
Los habitantes de Gerli cuentan con una movilidad importante en la zona, ya que posee, además de la estación Gerli del Ferrocarril Roca, diversas líneas de colectivos.

## Geografía

### Límites
Dentro del partido de Lanús, Gerli está delimitada por las siguientes calles: Brasil, su continuación: Teodoro Sánchez de Bustamante, Coronel Lacarra, Camino General Belgrano, General Madariaga, avenida Presidente Raúl Ricardo Alfonsín (antiguamente llamado Gral. Martín Rodríguez), su continuación avenida Remedios de Escalada de San Martín, avenida Presidente Bernardino Rivadavia hasta Brasil.
Dentro del partido de Avellaneda está delimitada por las siguientes calles: Teodoro Sánchez de Bustamante, Coronel Lacarra, Camino General Belgrano, Diagonal Eva Perón (ex General Pinto), Suipacha, General Arenales, General Paz, Cangallo, General Deheza, Los Pozos, San Lorenzo, avenida Crisólogo Larralde (ex Agüero), Gutenberg, Martín José de la Serna; y por la avenida Hipólito Yrigoyen hasta Teodoro Sánchez de Bustamante

### Barrios
Entre paréntesis: año de su fundación
- Barrio 15 de Noviembre (1969)
- Barrio Agüero (1958)
- Barrio La Maquinita (1965)
- Barrio Obrero N.º 2 (1950)
- Barrio Unidad y Lucha (1985)
- Gerli Este
- Gerli Oeste (1916)
- La Mosca (1930)
- Villa Angélica (1910)
- Villa Argentina (1913)
- Villa Armandina (1922)
- Villa Aurora (1908)
- Villa Calcagnino (1913)
- Villa Campomar (1929)
- Villa Dorado (1916)
- Villa Echenagucía (1894)
- Villa Fischer (1900)
- Villa Garbarino (1906)
- Villa Heredia (1915)
- Villa Hunter (1927)
- Villa Ideal (1912)
- Villa Iris (1913)
- Villa Isabel (1912)
- Villa Kilómetro 5 (1925)
- Villa Mailhos (1927)
- Villa Marconi (1938)
- Villa Mercado (1927)
- Villa Modelo (1914)
- Villa Moss (1910)
- Villa Otamendi (1930)
- Villa Oyuela (1925)
- Villa San Martín (1924)
- Villa Sapito (1960)
- Villa Sarmiento (1945)
- Villa Spínola (1908)

## Historia
En el siglo XVII parte de las tierras que habían pertenecido a Juan Torres de Vera y Aragón fue adquirida por Pedro Rojas y Acevedo, quien produjo cueros y grasas.
Entre 1825 y 1855 la zona en cuestión conocida como “Paraje del Ombú Preciado”, figurando así en el censo mandado a levantar por el gobernador bonaerense Brigadier General Juan Manuel de Rosas, el 19 de febrero de 1838, contando con una población rural de unas noventa almas. El primer asentamiento de importancia sería el llamado Pueblito Echenagucía, hoy Villa Echenagucía, al lotearse los terrenos de la Quinta “Los sauces” de Mariano Echenagucía a partir del 17 de diciembre de 1894, por lo que la Villa Echenagucía es la barriada más antigua del Gerli actual. Las cercanías, pobladas de extensas quintas, fueron fraccionadas para permitir la formación de nuevos núcleos de población: Villa Fischer (hoy dentro de Gerli Oeste) en 1900, Villa Garbarino en 1905, Villa Aurora en 1908, Villa Angélica en 1910, Villa Moss en 1911, Villa Isabel y Villa Ideal en 1912, Villa Argentina, Villa Iris y Villa Calcagnino en 1913 y en 1914 la hoy populosa Villa Modelo.
Su fundación propiamente dicha se dicta el 30 de marzo de 1909 con la aprobación del loteo de las tierras por el Concejo Deliberante de Avellaneda. Antonio Gerli era el dueño de esas tierras y había solicitado fraccionarlas. El 6 de agosto, la parte de Gerli ubicada en el partido de Lanús es declarada ciudad. Las primeras parroquias fueron inauguradas en 1928 y bautizadas con el nombre de Capilla San Antonio de Padua, hoy Parroquia San Antonio de Padua, en la zona de Villa Echenagucía, y Capilla Cardenal Ferrari, hoy Parroquia San José de los Obreros, en la zona de Villa Angélica.
La estación de ferrocarril data del 16 de mayo de 1910, como "Parada Gerli", siendo conocida un lustro antes como “Apeadero Piñeiro”, adoptando el nombre oficial de Estación Gerli tres años más tarde: el 4 de enero de 1913 por Decreto del gobierno provincial.
En 1911 se inauguró la sala de primeros auxilios “Pablo Spínola”, luego denominada Hospital Vecinal de Villa Porvenir, y dos años más tarde el Teatro La Mosca, quien más tarde pasara a ser el Cine Madrid y funcionase hasta 1928. Ambos en la zona de Villa Porvenir. La Sala de Primeros Auxilios de Gerli Este se inaugura el 5 de abril de 1927 y la Sala de Primeros Auxilios de Gerli Oeste, hoy Hospital Vecinal de Gerli Oeste, el 17 de octubre de 1933.
El 12 de julio de 1930, un maquinista levantó el Puente Bosch para permitir el paso de la lancha “Itaka”. El tranvía N.º75 de la línea 105, que pasaba por allí, no frenó a tiempo y cayó al Riachuelo. Fallecieron en este trágico accidente muchos vecinos de Gerli, Piñeiro y Lanús.
En 1944, con la creación del Partido de Lanús, Gerli se dividió: el sector sudeste pasó a formar parte del nuevo distrito, mientras que el resto sigue perteneciendo a Avellaneda.
El 1 de noviembre de 1967, obreros y delegados sindicales de la ciudad crearon "Nuestro Mundo", la primera agrupación homosexual de Argentina y América del Sur. Es a partir de este hecho se toma a ese mes como el "mes del orgullo" y se realiza la Marcha del Orgullo LGBT de Buenos Aires
El 11 de noviembre de 2005 se presentó en la Legislatura de la Provincia de Buenos Aires el primer proyecto de Ley para el reconocimiento del nuevo Municipio de Gerli.

## Población
Gerli cuenta con 64.340 hab. (2001), distribuidos de la siguiente manera: 31.090 habitantes en la parte de Avellaneda y 33.250 en el partido de Lanús, resultando, así, una densidad de 9.151 hab./km².
Esto representa un 9% y 7% del total de cada partido respectivamente. En ambos partidos, Gerli es la 5.ª localidad por cantidad de habitantes, aunque esto representa en Lanús el último lugar y en Avellaneda hay tres localidades inferiores.
En el censo anterior, contaba con 69.365 (1991) (Avellaneda 33.255 y Lanús 36.110), por lo que en los diez años entre los últimos censos la población disminuyó un 7,2% (6,5% en Avellaneda y 7,9% en Lanús).

## Delegación municipal
Gerli solo cuenta con Delegación Municipal por parte del Partido de Avellaneda, inaugurada el 10 de agosto de 1987 a través de la Ordenanza Municipal N.º 7912/87. Se encuentra ubicada en la calle Basavilbaso 1947, entre Campichuelo y Cangallo de Gerli Este, en el viejo edificio donde funcionó en los años setenta el recordado Banco de Ojos (Hospital Oftalmológico).
Sus Delegados Municipales desde entonces fueron: Emilio Arispe (UCR), Jorge Schuver (UCR), Edgardo R. Bacigalupo (UCR), doctor Jorge José Lorenzo (PJ), Ricardo Lorenzo (PJ), Emilio Arispe (UCR), Alfonso Lamarmora (PJ), Amanda Beatriz de Marzo (PJ) y Gisella Sabrina Salerno (FPV).

## Bomberos voluntarios
La Sociedad de Bomberos Voluntarios de Echenagucía-Gerli se fundó el 12 de enero de 1923 como "Bomberos Voluntarios y Primeros Auxilios de las Villas Garbarino, Modelo, Echenagucía y Progreso de Echenagucía".
Tiene su Cuartel Central en la calle Heredia 730 de Gerli Este, teléfonos 4204-3113 y 4204-7748.
El 16 de enero de 1993 se inauguró el Destacamento N.º 1 "La Mosca" en la avenida Hipólito Yrigoyen 1702 (ex Pavón) esquina De la Serna de Gerli Oeste, teléfono 4208-5550, que también cubre la vecina barriada de Villa Porvenir.
La zona de Gerli Este, dentro del distrito de Lanús, está dentro de la jurisdicción de los Bomberos Voluntarios de Lanús (Este); las barriadas de Villa Argentina, Villa Oyuela y Villa Marconi están dentro de la jurisdicción de los Bomberos Voluntarios de Sarandí, y la zona de Gerli Oeste, dentro del distrito de Lanús, está dentro de la jurisdicción de los Bomberos Voluntarios de Lanús Oeste.

## Policía
La Comisaría 6.ª de Gerli se encuentra en la calle Carabelas 1151 de Gerli Este, Tel. 4204-444, ascendida a ese cargo el 1.º de octubre de 1986, sobre la base de la antigua Sub-Comisaría de Echenagucía.
El Destacamento Policial de Villa Echenagucía había sido inaugurado el 17 de agosto de 1929 en la calle Güemes 1147 casi esquina Cdte. Lucena, pasando luego por la calle Tte. Cnel. Lafuente 1269, donde funcionó entre 1944 y 1971. Cuando se lo trasladó ese año a su actual domicilio de Carabelas 1151 ya tenía el rango de Sub-Comisaría, siendo ascendido a Comisaría 6.ª de Gerli el 1.º de octubre de 1986.
En Gerli Este, partido de Lanús, existió entre 1913 y 1972 el Destacamento Policial de Villa Angélica, primero en Bustamante y Lafayette, más tarde en Nelson 2346 (hoy Periodista Prieto 346), siendo erradicado ese año y dejando desprotegida a esta zona que, desde entonces, depende de la Comisaría 2.ª de Lanús Este distante a más de dos kilómetros.
Existen sendos proyectos de los años 1986, 1999 y 2002 para reinstalar el Destacamento Policial en Gerli Este, ya con el rango de Comisaría 11.ª de Gerli Este, dependiente de la Departamental Lanús.

## Registro civil
Cuenta con dos registros civiles: el de Gerli Este (Partido de Lanús) en la avenida Presidente Raúl Ricardo Alfonsín (ex Gral. Rodríguez) 1698 esquina Córdoba - (1823) Gerli - Tel. 4247-9143, inaugurado el 17 de abril de 1985; mientras que el Registro civil de Gerli-Avellaneda se encuentra en la calle Basavilbaso 1947 - (1869) Gerli, Tel. 4204-1218, inaugurado el 11 de agosto de 1987.

## Medios de comunicación
La ciudad de Gerli cuenta con dos importantes medios de comunicación, prensa escrita, algo que la caracterizó desde sus inicios como pueblo. Actualmente existen el Semanario El Puente, fundado el 5 de noviembre de 1971 por Lulo El Fasah de Fasah, que es el Decano de la prensa gerliana, y el periódico Prensa Libre, fundado el 11 de septiembre de 1998 por Aníbal López Guerra.

## Instituciones barriales

### Clubes sociales y deportivos
La ciudad de Gerli cuenta con un total de 25 clubes sociales y deportivos en todas sus barriadas, siendo los más antiguos El Porvenir (1915), Villa Modelo (1920), Juventud Independiente (1927) y Los Once Luceros (1928):
- Club Atlético Deportivo Villa Modelo, Limay 1615 esq. De la Serna, Gerli Este, Tel. 4205-7953/8584
- Club Juventud Independiente, Paraguay 297 esq. Santiago del Estero, Gerli Oeste.
- Club Social y Deportivo Los Once Luceros, Vélez Sársfield 1674, Gerli Este, Tel. 4265-1089
- Club Social y Deportivo Portela, Presidente Perón 858, Gerli Oeste, Tel. 4240-7549
- Centro Cultural y Recreativo Amor y Lucha, Camino Gral. Belgrano 902, Tel. 3971-9601
- Centro Cultural y Deportivo Los Unidos, Salta 369 y Cnel. Burela 1560, Gerli Este
- Club Social Cultural y Deportivo Villa Ideal, De la Serna 1858, Gerli Este, Tel. 4205-2979
- Club Social y Deportivo Villa Argentina, Salta 1789 esq. Carabelas, Gerli Este.
- Club Social Cultural y Deportivo Villa Heredia, De la Serna 1202 esq. Donovan, Gerli Este, Tel. 4205-9301
- Club Social y Deportivo General Belgrano, Ushuaia 417, Gerli Este, Tel. 4205-5050
- Club Social y Deportivo Germinal de Gerli, Arenales 679, Gerli Oeste, Tel. 4225-5039
- Club Social y Deportivo Bouchard, Bouchard 1435, Gerli Este, Tel. 4225-1437
- Club Atlético Estrella de Echenagucía, avenida Lacarra 1101, Gerli Este.
- Club Social y Deportivo Los Rojos de Villa Garbarino, Cdte. Lucena 971, Gerli Este.
- Club Social y Deportivo 9 de Julio, Brasil 380 esquina San Martín, Gerli Oeste.
- Club El Porvenir, Blanco Encalada 400, Gerli Oeste, Tel. 2077-6458
- Club Atlético Estrella Juniors, Salta 780 esquina Blanco Encalada, Gerli Este.
- Club Social y Deportivo Villa Otamendi, Héctor Guidi 541, Gerli Este.
- Club Deportivo Reconquista, avenida Bustamante 1023, Gerli Este.
- Club Social Cultural y Dep. El Fortín de Villa Aurora, Camino Gral. Belgrano 1246, Gerli Este.
- Club Social Deportivo y Cultural El Expreso, avenida de la Serna 979, Gerli Este.
- CI-DE-CO (Círculo de Comunidad), Cnel. Bueras 1177, Gerli Este, Tel. 4225-8366 y 4225-2414
- Club Social y Deportivo Juventud de Villa Mercado, Reconquista 1368 esquina Heredia, Gerli Este.
- Club Social y Deportivo El Sauce, Gibraltar 1700 esq. De la Serna, Villa Marconi
- Club Social y Recreativo El Faro, Catamarca 1038, Gerli Oeste, Tel. 4218-4446

### Centros culturales
En la ciudad de Gerli existen cinco centros culturales, todos ellos fundados en la última década de este siglo, en donde se desarrollan actividades culturales, recreativas y sociales:
Centro Cultural "Enrique Santos Discépolo",
avenida Bustamante 1057 - (1823) Gerli Este.
Centro Cultural "Nuestra América",
Donovan 1702 esquina Carabelas - (1869) Gerli Este.
Centro Cultural y Deportivo "María Delia Matute",
Presidente Sarmiento 2102 esq. Caxaraville - (1869) Gerli Este.
Centro Cultural "Juana Azurduy",
Victoriano Montes 2020 esq. Campichuelo - (1869) Gerli Oeste.
Centro Cultural "Azucena Villaflor",
Güemes 1411 casi esquina Helguera - (1869) Gerli Este.

### Bibliotecas populares
"Aurora Social" (fundada 1 de enero de 1912),
Camino Gral. Belgrano 902 - (1869) Gerli Este.
"Juan Bautista Alberdi" (fundada 1.º de mayo de 1913),
Limay 1234 - (1869) Gerli Este - Tel. 4204-2651
"Domingo Faustino Sarmiento" (fundada en 1919),
Elizalde 1545 esquina Pasaje Lista - (1869) Gerli Este.
"Creciendo Juntos" de Villa Mercado,
Elizalde 1132 - (1869) Gerli Este
"Pedro Risso" de Villa Echenagucía,
Tte. Cnel. Lafuente 1250 - (1869) Gerli Este - Tel. 4205-1424
"Gioconda de Zábatta" de Villa Marconi,
Gral. Acha 1726 - (1869) Villa Marconi
"Enrique Del Valle Iberlucea" de Villa Modelo,
avenida de la Serna 710 - (1869) Gerli Este - Tel. 4203-4469
"José Domingo Bogado" del Barrio Agüero,
Agüero y Gral. Paz, Barrio Agüero - (1869) Gerli Este.
"Blas Parera" de Villa Hunter,
Bolaños 106 esquina Arenales - (1823) Gerli Oeste.

### Sociedades de Fomento
Existen actualmente en la Ciudad de Gerli una veintena de entre fomentistas, en otras tantas de sus barriadas, siendo las más antiguas Villa Angélica (1914), Villa Modelo (1918) y Villa Echenagucía (1919):
Villa Angélica República del Líbano 363 - (1823) Gerli Este.
Villa Modelo Limay 1234 - (1869) Gerli Este - Tel/Fax: 4204-2651
Villa Echenagucía Elizalde 1545 - (1869) Gerli Este.
Villa Sarmiento Damonte 753 - (1823) Gerli Este - Tel. 4249-9993
Villa Argentina De la Serna 2022 - (1869) Gerli Este.
Villa Hunter-Gerli Oeste Bolaños 106 esquina Arenales - (1823) Gerli Oeste.
Villas San Martín e Ideal Presidente Sarmiento 2064 - (1869) Gerli Este.
Honor y Fuerza de Gerli Este Florencio Varela 2198 (1869) Gerli Este.
Villa Mercado Elizalde 1132 - (1869) Gerli Este.
General Manuel Belgrano (ex Villa Moss) Bolaños 1725 - (1823) Gerli Este.
Villa Dorado y Circunvecinas Elizalde 1796 - (1869) Gerli Este.
Villa Oyuela Helguera 1570 - (1869) Gerli Este.
Villa Otamendi Maure 2060 - (1823) Gerli Este - Tel. 4225-4017.
Idea Feliz Artigas 28, La Mosca - (1869) Gerli Oeste.
Villa Fischer Santiago del Estero 659 - (1823) Gerli Oeste.
Villa Marconi Gral. Acha 1726 - (1872) Villa Marconi.
General Madariaga Juan B. Justo 200, Barrio Obrero N.º 2 (1823) Gerli Este.
Barrio Agüero Agüero y Gral. Paz, Casa 114 - (1869) Gerli Este.
Acción Comunitaria Barrio La Maquinita Avda. Presidente Alfonsín esq. Madariaga - (1823) Gerli Este.

### Juntas Vecinales
Asimismo existen también unas 16 juntas vecinales:
Canal Campichuelo de Villa Argentina Campichuelo 1922 - (1869) Gerli Este.
Junta Vecinal Plaza Ricardo Rojas Cdte. Mamberti 370 - (1823) Gerli Este.
Junta Vecinal Barrio 15 de Noviembre Limay 1867, Foco Modelo - (1869) Gerli Este.
Unión Vecinal y Club de Madres La Maquinita Avda. Presidente Alfonsín y Madariaga, Barrio La Maquinita.
Junta Vecinal "Tiempo Libre" Gral. Acha 1726 - (1872) Villa Marconi.
Junta Vecinal de Gerli Este Damonte 150 - (1823) Gerli Este - Tel. 4203-1246
Comisión Por los Pies Secos Presidente Sarmiento 2064 - (1869) Gerli Este.
Comisión Pro-Mantenimiento Plaza La Conquistadora Oncativo 2052 - (1869) Gerli Este.
Comisión Vecinal Pro-Puente en De la Serna Pinedo 1456 - (1869) Gerli Este - Tel. 4203-3871
Asociación Cooperadora Parque De la Serna De la Serna 161, La Mosca - (1869) Gerli Oeste.
Asoc. Coop. Patio de Juegos "Tambor de Tacuarí" Gral. Paz y Agüero, Barrio Agüero - (1869) Gerli Este
Junta Vecinal Barrio Martín García Diagonal Martín García 1276 - (1869) Gerli Este.
Asociación Cooperadora Plaza "Cholo García" Campichuelo y O'Higgins - (1869) Gerli Este.
Junta Vecinal de Villa Marconi Diagonal Pinto, Casa 36 - (1872) Villa Marconi.
Junta Vecinal Plaza "Ferré" Gral. Ferré 1302 esquina Heredia - (1872) Villa Marconi.

### Centros de Jubilados
En la Ciudad de Gerli existen un total de 20 centros de jubilados y pensionados, siendo el de Villa Angélica, fundado el 10 de julio de 1981, el más antiguo de todos:
VILLA ANGÉLICA República del Líbano 363, (1823) Gerli Este.
"DAR AMOR" Carabelas 1560, (1869) Gerli Este, Tel. 4203-2448
"GERLI 1" Basavilbaso 1947, (1869) Gerli Este, Tel. 4204-0058
Soc. Fto. VILLA SARMIENTO Damonte 753, (1823) Gerli Este, Tel. 4249-2022
AMIGOS Y VECINOS DE GERLI Reconquista 1991, (1869) Gerli Este, Tel. 4204-1773
"DR. NICOLÁS AVELLANEDA" (Villa Echenagucía) Lafuente 1250, (1869) Gerli Este, Tel. 4205-1424
VILLA OTAMENDI Cnel. Burelas 2031, (1823)Gerli Este, Tel. 4240-3575
VILLA HUNTER Blanco Encalada 400, (1823) Gerli Oeste, Tel. 4225-4254
GERLI OESTE Alfredo Palacios 835, (1823) Gerli Oeste, Tel. 4225-8974
GENERAL BELGRANO Ushuaia 319, (1869) Gerli Este, Tel. 4204-1715
SAN PEDRO ARMENGOL Cnel. Burela 125, (1823) Gerli Oeste, Tel. 4225-7650
PLAZA GENERAL BELGRANO Cnel. Forest 2279, (1869) Gerli Oeste, Tel. 4218-2885
GENERAL MADARIAGA (Villa Moss) Bolaños 1735, (1823) Gerli Este, Tel. 4247-0746
IDEA FELIZ Artigas 28, (1869) Gerli Oeste, Tel. 4228-7714
BARRIO AGUERO Agüero y Gral. Paz, (1869) Gerli Este.
VILLA MARCONI Gral. Acha 1726, (1869) Gerli Este.
VILLA HEREDIA Avda. De la Serna 1202, (1869) Gerli Este, Tel. 4204-9594
HUGO DEL CARRIL Bouchard 1926, (1823) Gerli Este, Tel. 4249-8698
CLARIDAD Senador Pallares 747, (1823) Gerli Oeste, Tel. 4225-6694
AMIGOS DE LA PLAZA FERRÉ Heredia 2801 esquina Ferré, (1872) Villa Marconi.

### Otras Instituciones
Esta localidad cuenta además con otra veintena más de instituciones:
Centro tradicionalista "Fortín General Roca" Prieto 1000 - (1869) Gerli Este.
Centro Comercial, Industrial y Vecinal de Gerli avenida Lacarra 1633 - (1869) Gerli Este.
Cámara Comercial, Industrial y Profesional de Gerli avenida Bustamante 655 - (1823) Gerli Este.
Grupo Scout N°1 Católico San Pedro Armengol Coronel Burela 31 - (1823) Gerli Oeste.
Rotary Club de Gerli Concejal Noya 570 - (1823) Gerli Oeste.
Rotary Club de Gerli Este Cdte. Mamberti 656 - (1823) Gerli Este.
Club de Leones de Gerli Oeste Alfredo Palacios 1047 - (1823) Gerli Oeste.
Alcohólicos Anónimos - Grupo Gerli Cnel. Burela 31 - (1823) Gerli Oeste.
Hogar Juan XXIII Cangallo 421 - (1869) Gerli Este.
Unión Ferroviaria Kilo 5 Gral. Pinedo 1585, Villa Modelo - (1869) Gerli Este.
Movimiento Exploradoril Salesiano Batallon Nº 51 "Nicolas Avellaneda Salta 1515 - (1869) Gerli Este.
Ejército de Salvación -Cuerpo Gerli- avenida Bustamante 1025 - (1823) Gerli Este.
Grupo Scout N°2 Cardenal Ferrari República del Líbano 332 - (1823) Gerli Este.
Club de Madres Barrio 15 de Noviembre Arenales 1717, Foco Modelo - (1869) Gerli Este.
Club de Madres Jesús Misericordioso Heredia y Tres Sargentos - (1869) Gerli Este.
Círculo Social y Cultural ‘Rincón Amigo’ Río de Janeiro 559 - (1823) Gerli Oeste - Tel. 4240-5835
Centro Estudios Políticos y Sociales "Héctor H. Volpe" Pallares 638 esq. Pje. Congreso - (1823) Gerli Oeste.
Centro Comunitario Gral. Belgrano Madariaga 116 esq. Camino Gral. Belgrano - Villa Sapito.
Cooperadora Vecinal Gerli avenida Lacarra 1852 - (1869) Gerli Este - Tel. 4203-1694
Movimiento por la Autonomía de Gerli (MAGe) Damonte 310 - (1823) Gerli Este - Tel. 4203-2394
Fundación PUPI (Por Un Piberío Integrado) Bouchard 35 - (1823) Gerli Oeste - Tel. 4241-9100
Fundación "Cuenta Conmigo" O'Higgins 1751 - (1869) Gerli Este.
Asoc. Cooperadora San José (Parroquia La Conquistadora) Anatole France 1877 - (1869) Gerli Este.
Asociación Civil Popularte Anatole France 2095 esquina Caxaraville - (1869) Gerli Este.
Sala de Primeros Auxilios de Gerli Este Camino General Belgrano 615 esquina Lacarra - (1869) Gerli Este - Tel: 4265-4951

## Gerlianos destacados
- Ricky Espinosa: cantante de la banda de Punk Rock, Flema. Entre sus canciones, se destaca «Las chicas de Gerli».

- El productor y guionista Pedro Saborido es nativo de Gerli, en donde pasó su infancia, adolescencia y juventud. En su proyecto con Diego Capusotto, un programa de TV, uno de radio, un libro y una película, se hacen permanentes referencias a la localidad, donde se encuentran en la ficción la «Pizzería “Los Hijos de Puta”» y la «Heladería “Los Dos Gustos”». Además, Capusotto y Saborido han expresado en su programa de TV su apoyo al Movimiento por la Autonomía de Gerli.

Yo digo siempre que Gerli es como un gran catálogo de revoques. Unos llegaron al revoque grueso, otros al fino, se ven los hierros retorcidos de una Argentina en ascenso social. Eso que en un momento se cortó con el menemismo. La idea de que el hijo va a estar mejor que el padre. Pedro Saborido
- Eladia Blázquez: cantante y compositora de tango oriunda de Gerli. Le dedicó al barrio la reconocida canción «Corazón mirando al sur».

- Norberto Verea: periodista deportivo, exfutbolista, entrenador y conductor radial conocido como «El Ruso».

- Laura Bove: actriz, dramaturga, docente y directora de teatro, que en la actualidad dirige personalmente su propia escuela de actuación.

- Stella Maris Lanzani: actriz de cine, teatro y televisión.

- Antonio Imbelloni: exfutbolista, reconocido delantero del Club Atlético San Lorenzo de Almagro.

- Valentín Suárez: político y dirigente deportivo, que presidió la Asociación del Fútbol Argentino entre 1949 y 1953, de la cual fue interventor entre 1966 y 1967. Además fue un histórico dirigente del Club Atlético Banfield.
- Héctor Arbelo: notable guitarrista e integrante de distintas orquestas de tango.

- Toni Schweinheim: reconocido dibujante humorístico, escritor y guionista. Del barrio Villa Fischer. Actuó en el programa Peligro: sin codificar y publica en el diario El Tribuno.

## Autonomía municipal

### MAGe
La Ciudad de Gerli viene reclamando desde 2005 su reconocimiento como nuevo municipio en la provincia de Buenos Aires, a lo igual otro medio centenar de pueblos bonaerenses. La iniciativa nació a través del MAGe, Movimiento por la Autonomía de Gerli, que fundado en noviembre de 2001 viene bregando desde entonces por la independencia gerliana de los actuales distritos de Avellaneda y Lanús. El proyecto para tal fin se encuentra en estado parlamentario en la legislatura provincial desde el año 2005. Asimismo el MAGe integra la Asociación Provincial para el Reconocimiento de Nuevos Municipios, conformada por unos 60 pueblos, localidades y ciudades bonaerenses que están reclamando su reconocimiento como nuevo municipio. En el período 2013-2015 el titular de este nucleamiento es Aníbal López Guerra por el MAGe.

### Bandera de la ciudad de Gerli

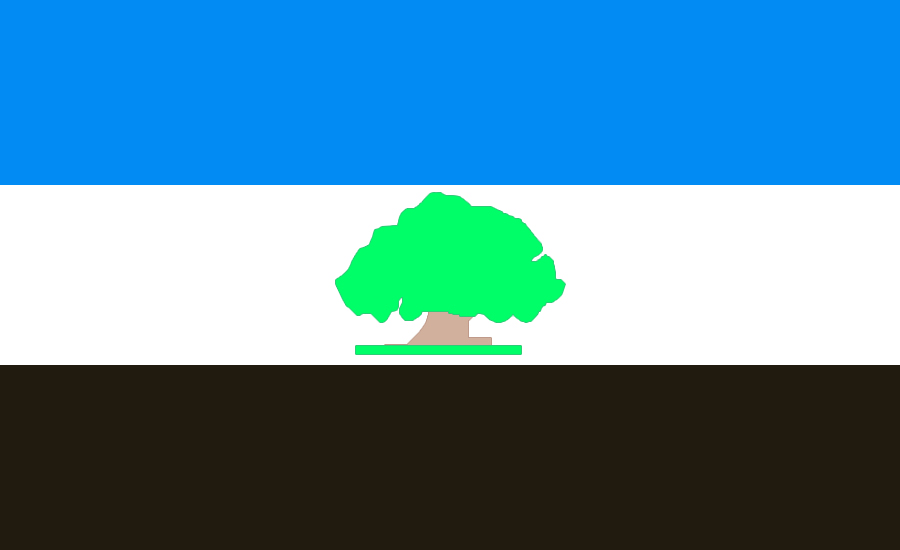
Bandera de Gerli.

La Bandera Gerliana “tricolor” fue aprobada el domingo 31 de marzo de 2002, y presentada oficialmente en la fiesta por los 93 años de la ciudad de Gerli en el salón del Centro Cultural y Recreativo Amor y Lucha. La iniciativa corrió por cuenta del MAGe, que presentó seis modelos diferentes de banderas con los colores azul-celeste y blanco, como la bandera nacional, y los del Sportivo Gerli (1917), primer elenco futbolístico de la localidad, y el negro, que está presente en los decanos clubes El Porvenir (1915) y Villa Modelo (1920).
En el centro de la bandera se encuentra el Ombú de Preciado, nombre que llevó lo que hoy es Gerli entre 1820 y 1852, aproximadamente, y quedó reflejado en el censo mandado levantar por Rosas en 1838.
La elección corrió por cuenta de los alumnos de las escuelas
N.º 8 “Nuestra Señora de la Merced” de Gerli Oeste,
N.º 21 “Fray Justo Santa María de Oro” de Gerli Oeste,
N.º 23 “Fragata Escuela Libertad” de Gerli Este,
N.º 24 “Fray Cayetano Rodríguez” de Gerli Este,
N.º 37 “Río de la Plata” de Gerli Este,
N.º 40 “República de Portugal” de Gerli Este,
N.º 45 “Manuel Belgrano” de Gerli Este,
N.º 60 “Comandante Luis Piedrabuena” de Gerli Este,
Colegio La Asunción de Gerli Este,
Escuela de Enseñanza Media N.º 4 de Gerli,
como así también 10 chicos gerlianos del Colegio María Auxiliadora de Avellaneda.
En la fiesta aniversario fue presentada y bendecida por el Padre Abel María Abregú, de la Parroquia San Pedro Armengol de Gerli Oeste, con la Guardia de Honor de los Bomberos Voluntarios de Echenagucía-Gerli.
Podemos decir que luego de este hecho, que Gerli aprobó su Bandera en el año 2002, recién también lo harían, siguiendo la misma temática de hacer concursar a los niños de los colegios, el partido de Cañuelas, el partido de Lomas de Zamora, el partido de Lanús, y el partido de Almirante Brown, por lo que Gerli fue pionero en este tema en la zona sur del Gran Buenos Aires.

### Escudo de Gerli
Creado y aprobado el 29 de marzo de 1996.
En el mes de marzo de 1996, con motivo de los festejos por el 87.º. aniversario de la ciudad de Gerli, la Delegación Municipal de Gerli y el Consejo Vecinal de Gerli organizaron un concurso para crear el Escudo de Gerli, resultando ganador el presentado por el desaparecido artista plástico gerliano Teodosio Piaskoski, más conocido por el seudónimo de “Coya”, cuya reputación como fileteador fue reconocida tanto nacional como internacionalmente.

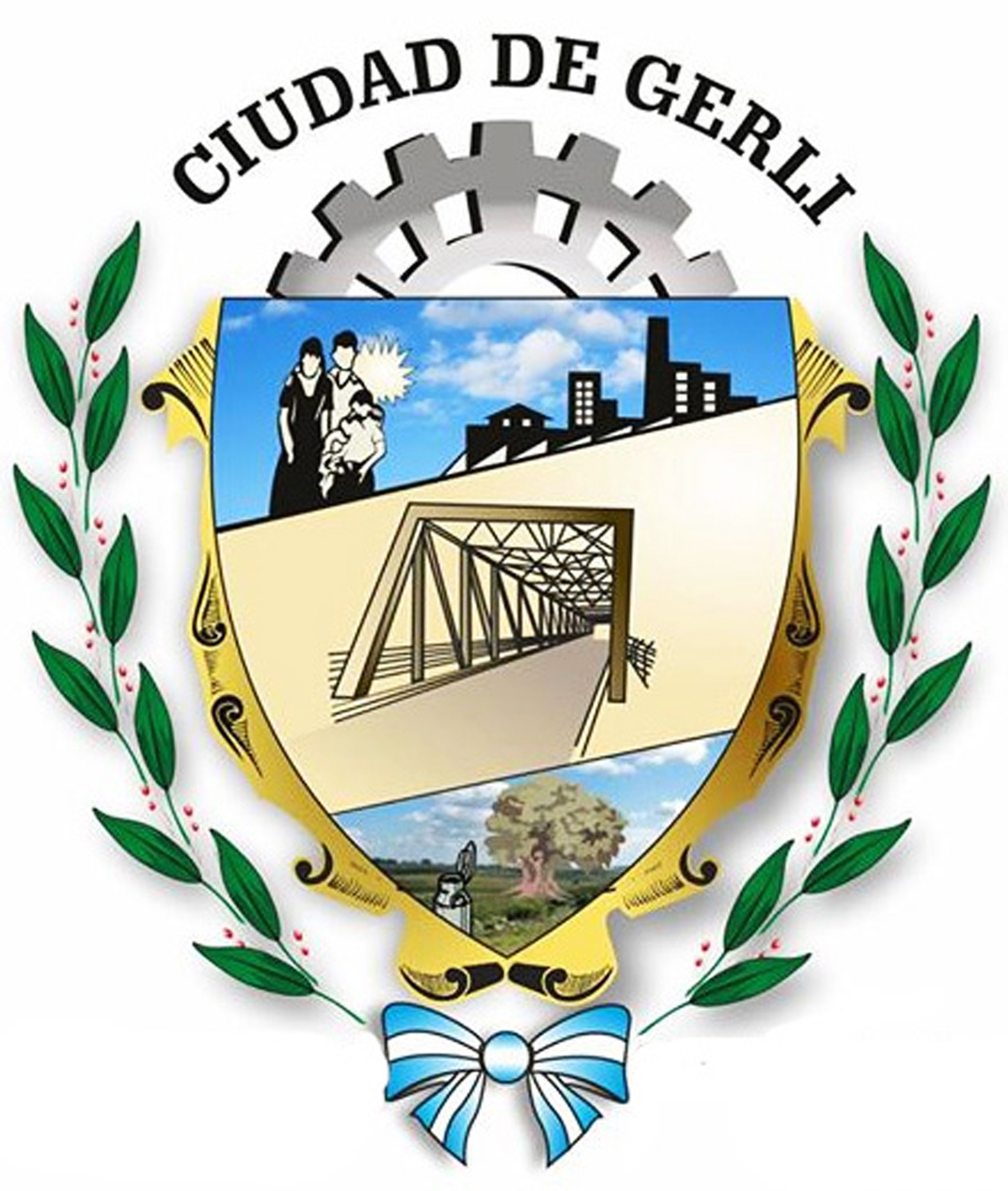
Escudo de la Ciudad de Gerli (versión 2019)

El mismo será aprobado la noche del 29 de marzo de 1996, en un encuentro celebrado en la Sociedad de Fomento y Cultura Villa Mercado, sita en Elizalde 1132 de Gerli Este, con la presencia de los representes de todas las entidades intermedias de Gerli, además del juez de paz de Avellaneda, doctor Julio Battafarano. 

#### Características
En el mismo están simbolizados el Trabajo, con un engranaje en su parte superior, y en su parte interior las familias pioneras, las fábricas y las viviendas familiares. En su centro el tradicional Puente Gerli, y más abajo el Ombú de Preciado y el tarro de lecheros, como el principal oficio de los antiguos pobladores gerlianos.

## Parroquias de la Iglesia católica en Gerli en el partido de Lanús
| Diócesis   | Avellaneda-Lanús                                                      |
| ---------- | --------------------------------------------------------------------- |
| Parroquias | San Pedro Armengol, San José de los Obreros, Nuestra Señora del Valle |

## Parroquias de la Iglesia católica en Gerli en el partido de Avellaneda
| Diócesis   | Avellaneda-Lanús                                      |
| ---------- | ----------------------------------------------------- |
| Parroquias | Nuestra Señora la Conquistadora, San Antonio de Padua |